# 让蒂尔港

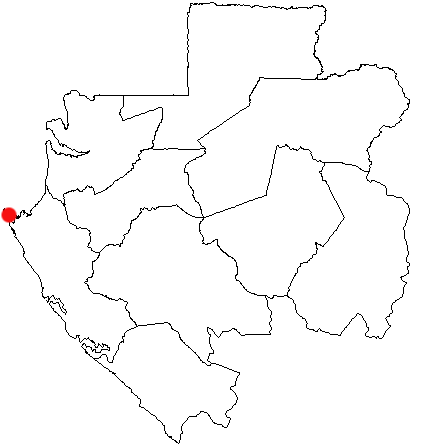
让蒂尔港在加蓬的位置

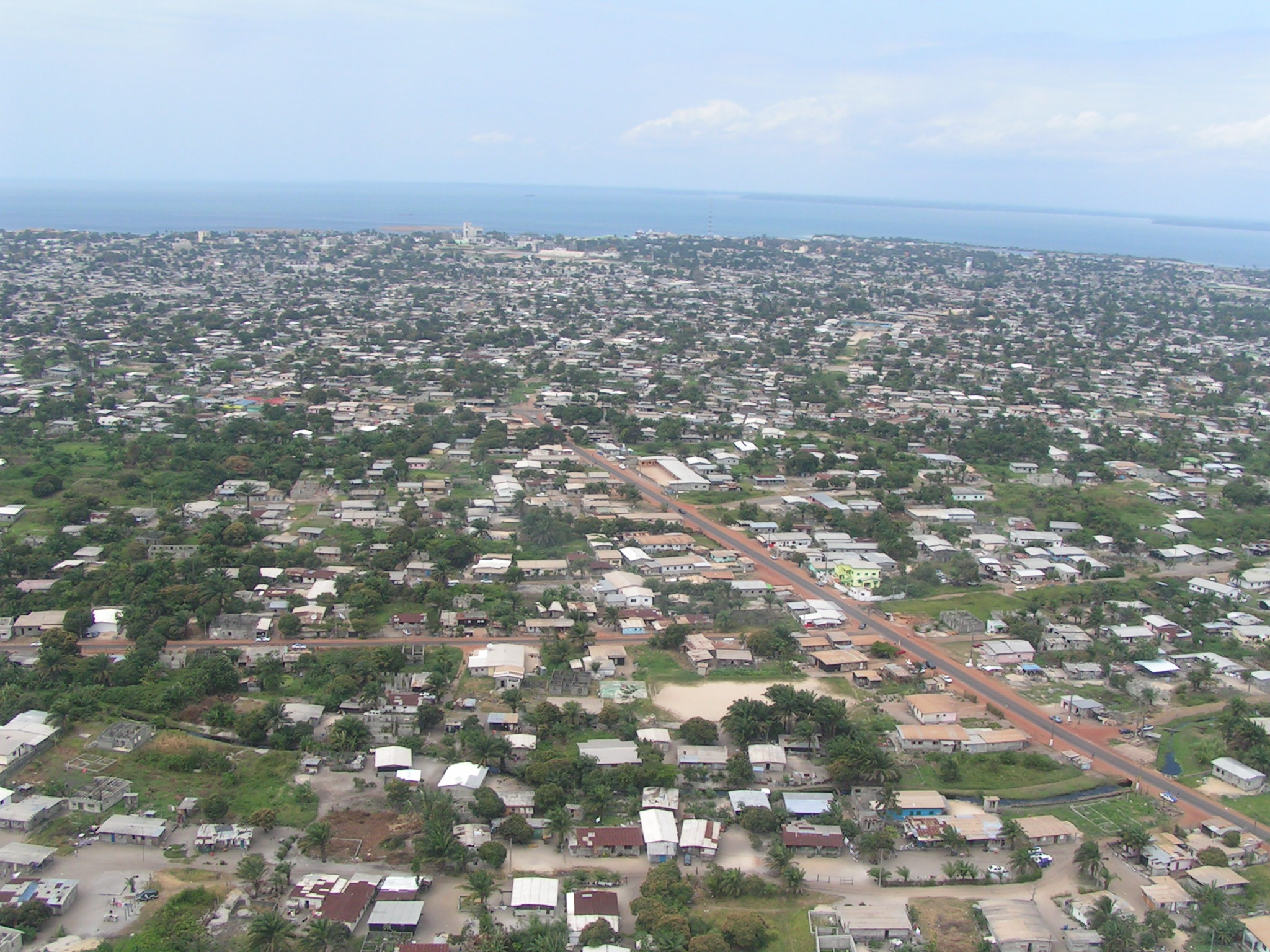
俯瞰让蒂尔港

让蒂尔港（法語：Port-Gentil，法語發音：[pɔʁ ʒɑ̃ti]）是加蓬的第二大城市和主要海港，也是该国的石油和木材工业中心，1993年估计人口80,000。让蒂尔港位于奥果韦河河口的一个近岸岛屿曼吉岛（Mandji），但该岛附近大陆都是森林地区，没有桥梁连接两地。该城由法国人在19世纪建立，以殖民地长官埃米尔·让蒂尔的名字命名。